# جامعة ميشيغان التقنية

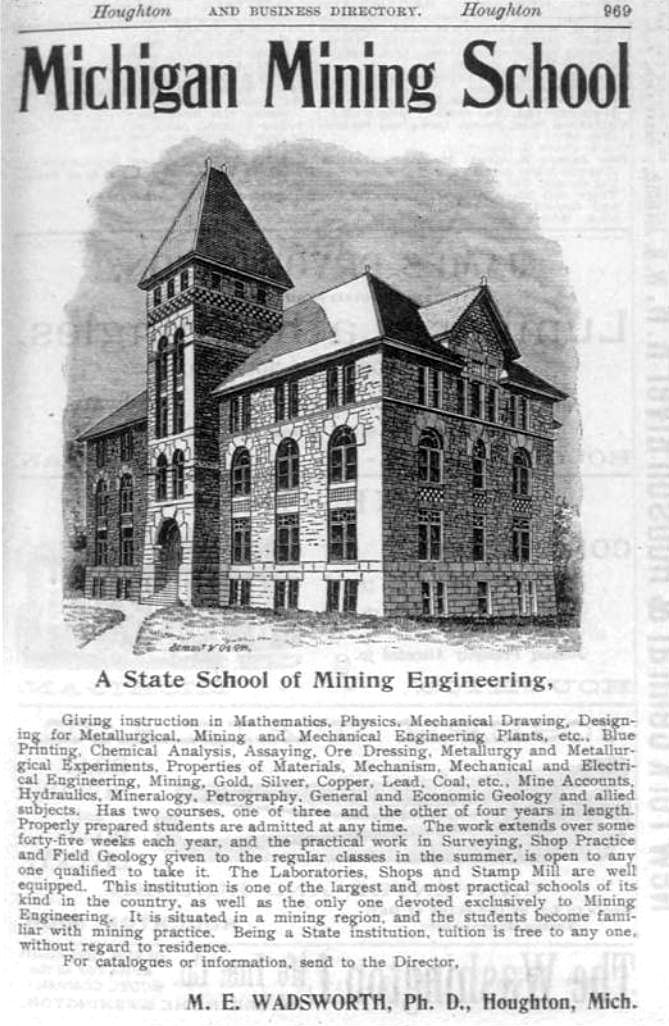
إعلان عن مدرسة ميشيغان للتعدين، يرجع إلى سنة 1895

جامعة ميشيغان التقنية (بالإنجليزية: Michigan Technological University)‏، وتعرف أيضًا باسم ميشيغان تك (بالإنجليزية: Michigan Tech)‏ هي جامعة بحثية عامة مقرها مدينة هوتون بولاية ميشيغان. أنشئت سنة 1885 تحت اسم مدرسة ميشيغان للتعدين بهدف تدريب مهندسي التعدين على تشغيل مناجم النحاس بالمنطقة، ثم تغير اسمها سنة 1897 إلى كلية ميشيغان للتعدين. وفي سنة 1925 توسعت مجالات الدراسة بالكلية، فتقرر تغيير اسمها سنة 1927 إلى كلية ميشيغان للتعدين والتقنية.

## الدراسة والدرجات العلمية
تمنح ميشيغان تك ما يربو على 130 درجة أكاديمية في المرحلة الجامعية الأولى ومرحلة الدراسات العليا في مجالات الهندسة، والعلوم الطبيعية والفيزيائية، وعلوم الحاسب، والاقتصاد وإدراة الأعمال، والتقنية، والدراسات البيئية، والفنون، والعلوم الإنسانية، والعلوم الاجتماعية.

## مدارس وكليات الجامعة
تنقسم الجامعة إلى خمس مدارس وكليات، هي:
- كلية الهندسة: وتضم أقسام الهندسة الطبية الحيوية، والهندسة المدنية، والهندسة الميكانيكية، والهندسة الكهربائية والحاسوبية، والهندسة الكيميائية، وعلوم وهندسة المواد، والهندسة والعلوم الجيولوجية والتعدينية.[7]
- كلية العلوم والفنون.
- مدرسة الأعمال والاقتصاد.
- مدرسة موارد الغابات والعلوم البيئية.
- مدرسة التقنيةـ وتضم أقسام شبكات الحواسب وإدارة النظم، وتكنولوجيا الهندسة الكهربائية، وتكنولوجيا الهندسة الميكانيكية، وهندسة المساحة، وإدارة الإنشاءات، والتكنولوجيا الصناعية.

## من أبرز الخريجين
- ملفين كالفن: حاصل على جائزة نوبل في الكيمياء سنة 1961.

## معرض صور

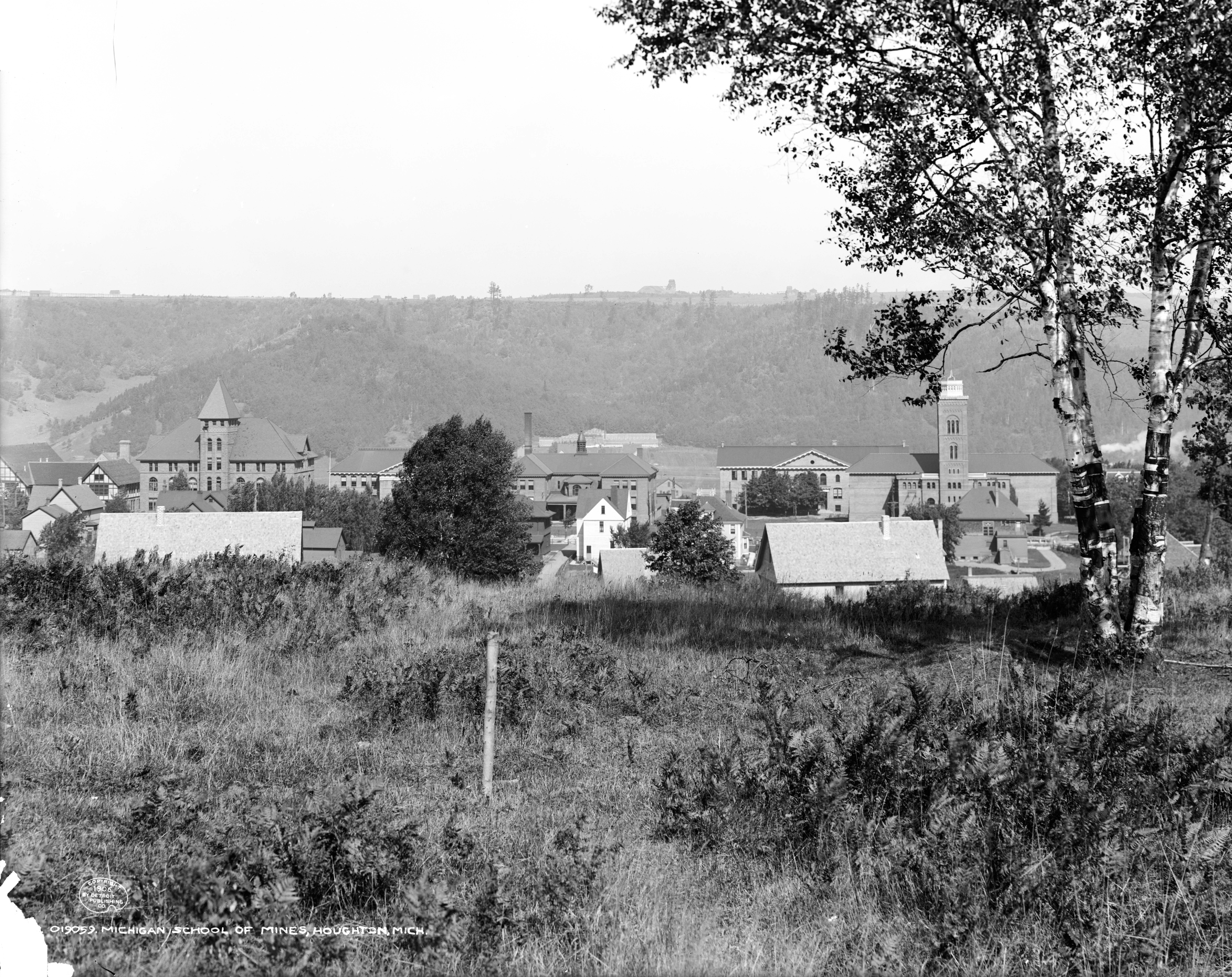
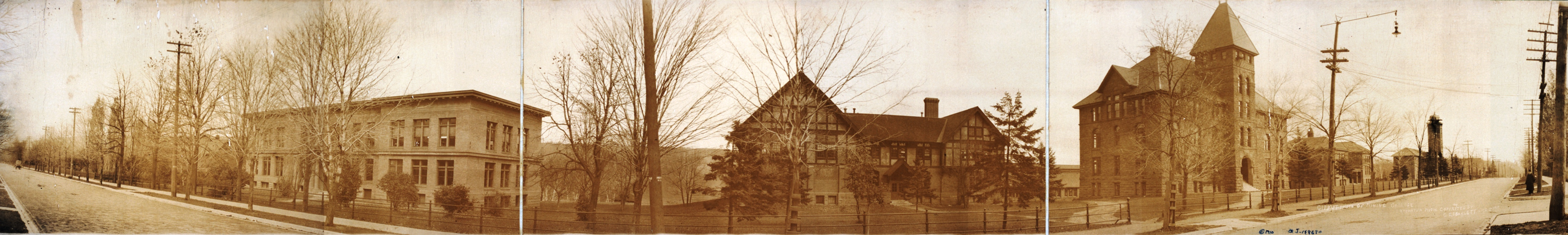
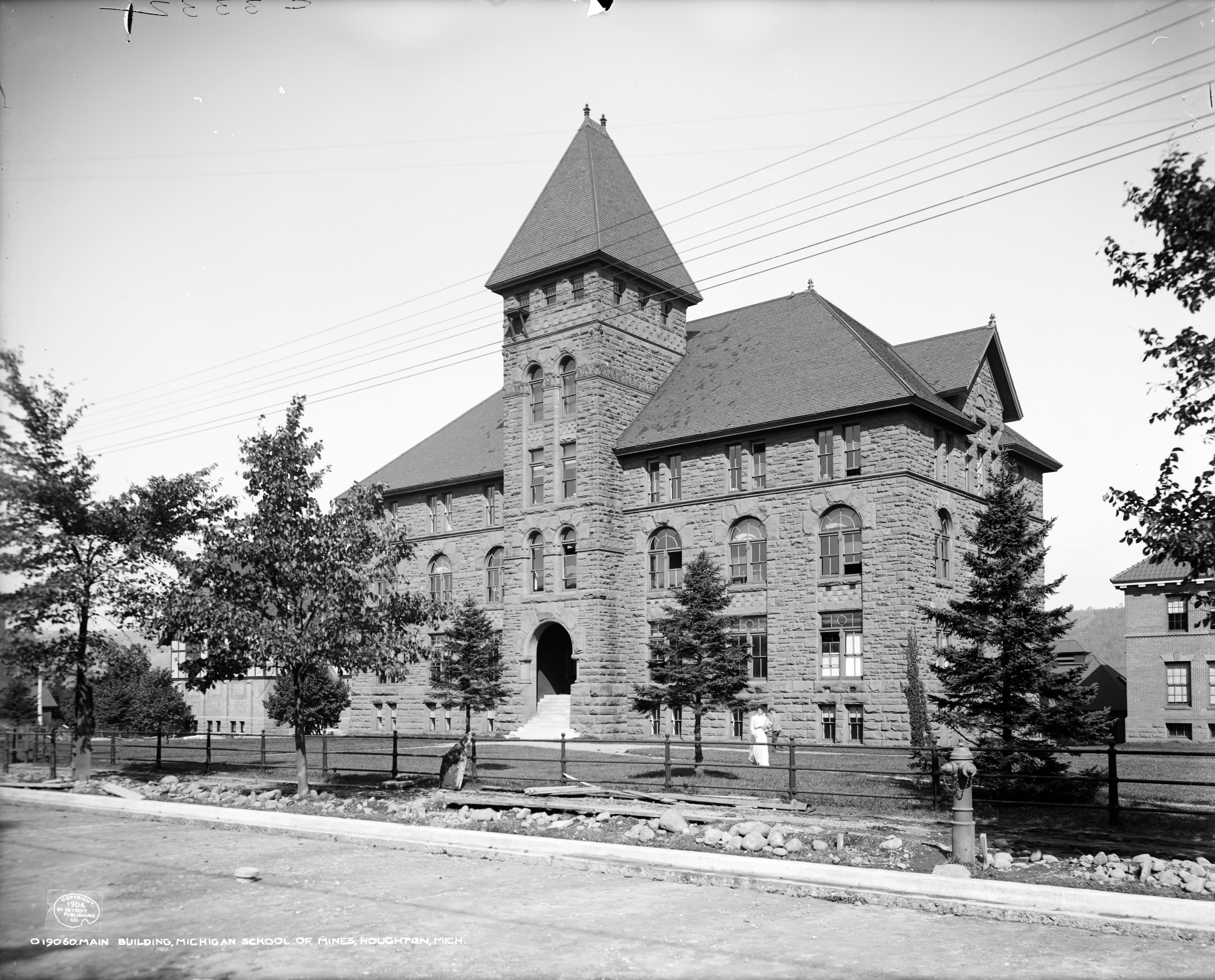
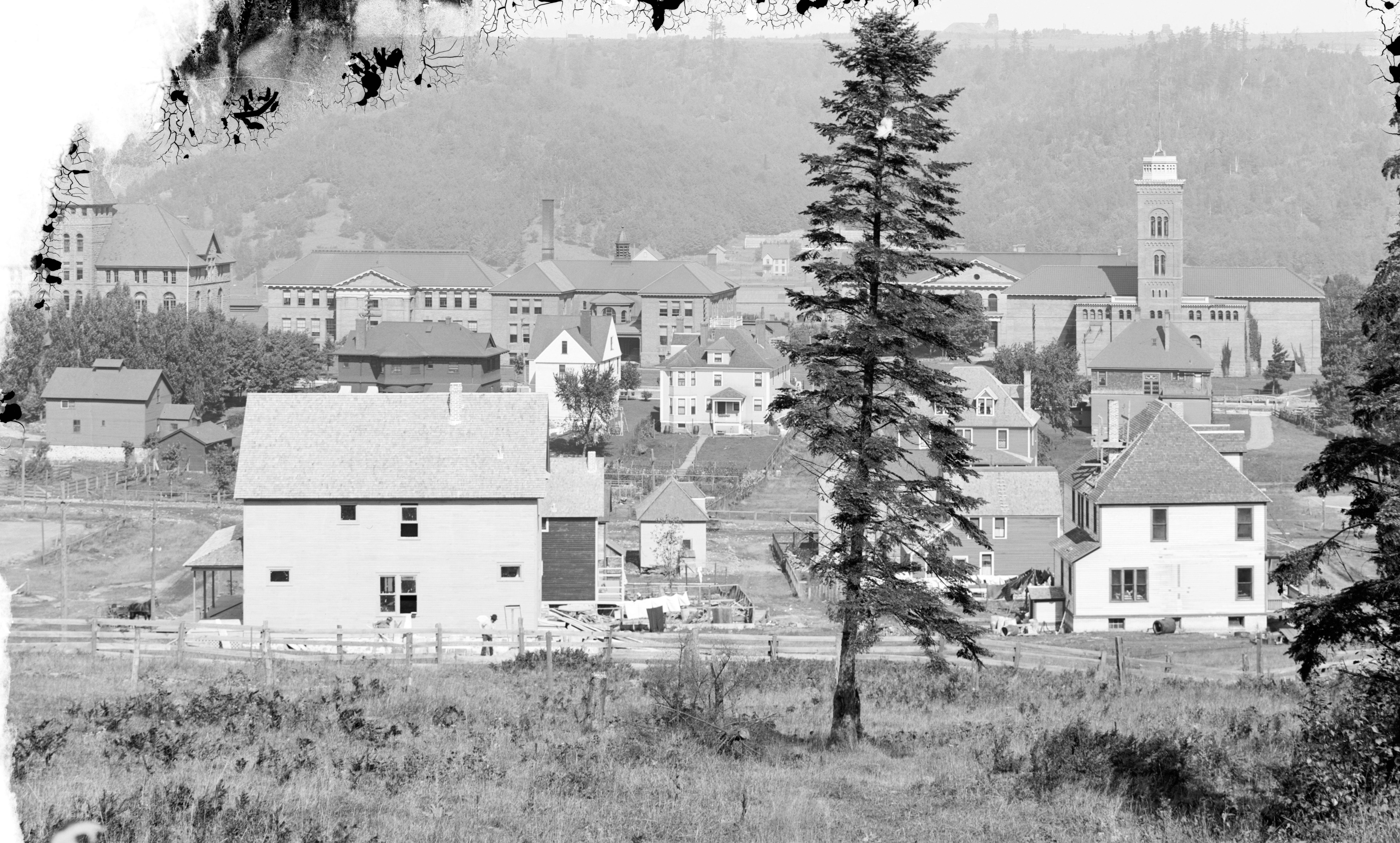
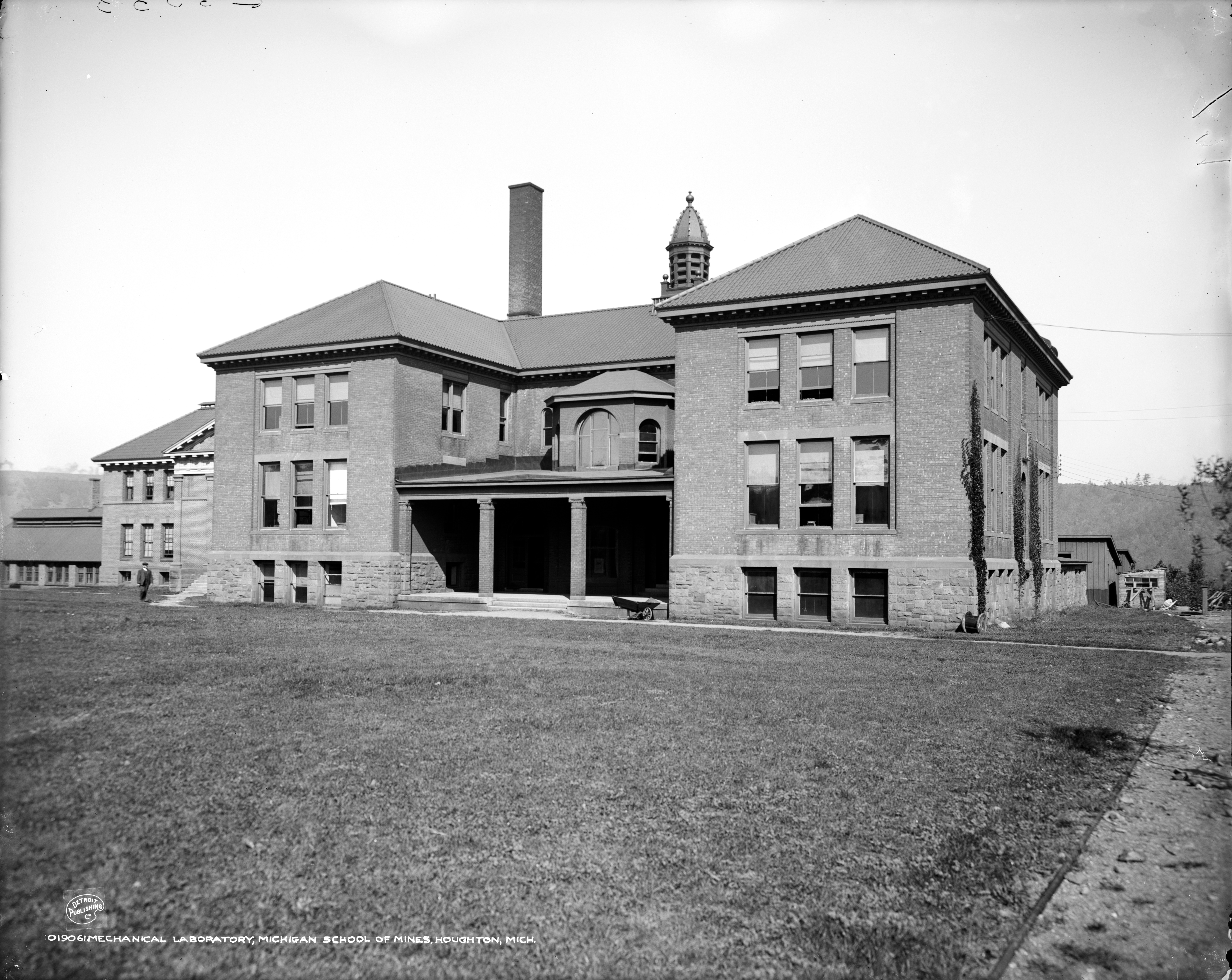